# Odontorrhina pubescens
Odontorrhina pubescens är en skalbaggsart som beskrevs av Olivier 1789. Odontorrhina pubescens ingår i släktet Odontorrhina och familjen Cetoniidae. Inga underarter finns listade i Catalogue of Life.